# John Norum
John Terry Norum je norský hard rockový kytarista a spoluzakladatel hudební skupiny Europe, který se narodil 23. února 1964 ve Vardø v Norsku, ale vyrostl ve Švédsku. Pět let žil v USA, kde potkal a oženil se s Michelle Meldrum, zakladatelkou švédsko-americké heavy metalové skupiny Meldrum, která zemřela 21. května 2008.
V listopadu 1986 opustil Europe z důvodu uměleckých rozdílů ve skupině a nebyl spokojen s výsledkem alba The Final Countdown a tvrdil, že klávesy ve finálním mixu „pohřbily“ rytmické kytary a nakonec se vydal na sólovou kariéru.
Norum řekl: "Když mi Joey Tempest poprvé zahrál demo k songu The Final Countdown, myslel jsem, že to bylo strašné. Byl jsem na heavy rock. Poslouchat tu melodii syntezátoru znovu a znovu mě přivádělo doslova k šílenství. Nechtěl jsem mít s tou písničkou nic společného. Pro mě to bylo jako: 'Přecházíme do Depeche Mode stylu?'“

## Diskografie

### Europe
- Europe (1983)
- Wings of Tomorrow (1984)
- The Final Countdown (1986)
- Start from the Dark (2004)
- Secret Society (2006)
- Last Look At Eden (2009)
- Bag Of Bones (2012)

### Sólová alba
- Total Control (1987)
- Face The Truth (1992)
- Another Destination (1995)
- Worlds Away (1996)
- Slipped Into Tomorrow (1999)
- Optimus (2005)
- Play Yard Blues (2010)

### Don Dokken
- Up from the Ashes (1990)

### Dokken
- Long Way Home (2002)